# Похуту
Похуту (на маорски Pohutu) е най-големият гейзер в Нова Зеландия.
Той се намира в южната част на геотермалния район Уакареуареуа (на местен език означава „Земята, издишаща пара“).
С променлив интервал – от веднъж на минута до веднъж на няколко месеца – той изхвърля врящ фонтан на височина 30 метра. Най-продължителните му изригвания траят около 40 минути.